# Ponderosa Park (Colorado)
Ponderosa Park es un lugar designado por el censo ubicado en el condado de Elbert en el estado estadounidense de Colorado. En el Censo de 2010 tenía una población de 3.232 habitantes y una densidad poblacional de 85,79 personas por km².

## Geografía
Ponderosa Park se encuentra ubicado en las coordenadas 39°23′55″N 104°38′8″O / 39.39861, -104.63556. Según la Oficina del Censo de los Estados Unidos, Ponderosa Park tiene una superficie total de 37.67 km², de la cual 37.67 km² corresponden a tierra firme y (0%) 0 km² es agua.

## Demografía
Según el censo de 2010, había 3.232 personas residiendo en Ponderosa Park. La densidad de población era de 85,79 hab./km². De los 3.232 habitantes, Ponderosa Park estaba compuesto por el 95.2% blancos, el 0.62% eran afroamericanos, el 0.59% eran amerindios, el 0.74% eran asiáticos, el 0.09% eran isleños del Pacífico, el 0.99% eran de otras razas y el 1.76% pertenecían a dos o más razas. Del total de la población el 5.6% eran hispanos o latinos de cualquier raza.